# Wasserwerk Altglienicke

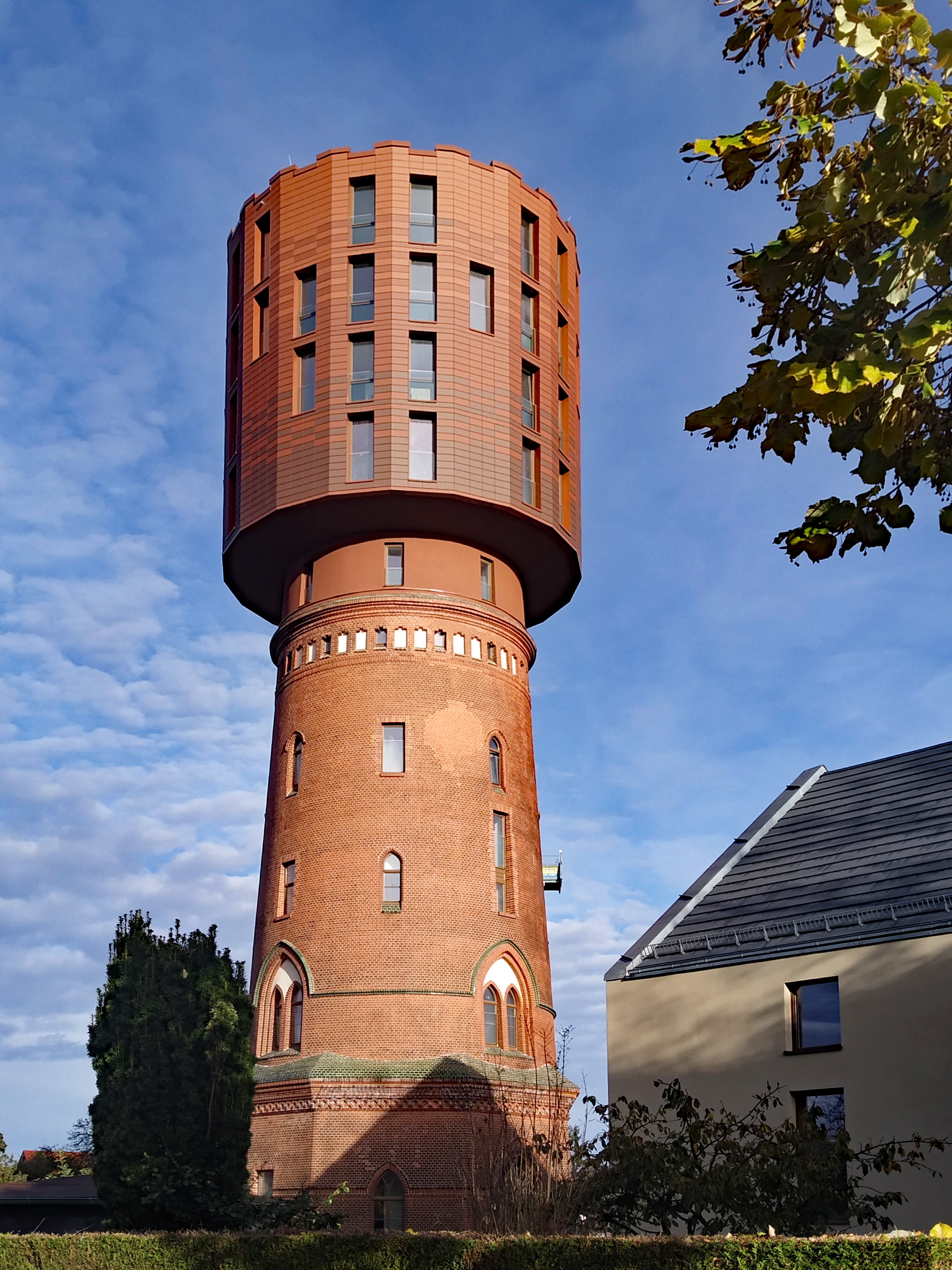
Wasserturm Altglienicke nach der Sanierung, 2023

Das (ehemalige) Wasserwerk Altglienicke mit dem markanten Wasserturm Altglienicke, dem Wahrzeichen des Berliner Ortsteils Altglienicke, wurde 1905/06 erbaut. Die Brunnenanlagen wurden 1999 geschlossen. Die Nachnutzung des Geländes und insbesondere der denkmalgeschützten Gebäude des Wasserwerkes und des weithin sichtbaren Wasserturms ist noch nicht gesichert.

## Geschichte
Die drei Gemeinden Altglienicke, Adlershof und Grünau (mit Bohnsdorf) hatten bis zur Jahrhundertwende 1900 noch wenig Industrie, allerdings ist im vorliegenden Jahrzehnt die Einwohnerzahl stark gestiegen, bedingt durch die verkehrsgünstige Lage an der Görlitzer Bahn. Zum Jahrhundertwechsel wohnten hier bereits 15.000 Bürger.
Zur Verbesserung der Infrastruktur bildete sich 1904 ein Wasserversorgungsverband der drei Gemeinden Adlershof, Altglienicke und Grünau – ein geeignetes Gebiet für das gemeinsame Wasserwerk fand man an der Straße „Am Falkenberg“. Das Wasserwerk Altglienicke wurde nach Plänen des Düsseldorfer Architekten Heinrich Scheven durch die gleichnamige Firma unter Leitung von dessen Sohn Friedrich errichtet. Die Bohrungen für die Brunnen begannen im Frühjahr 1905 und bereits am 1. April 1906 konnte das Wasserwerk in Betrieb genommen werden. Gleichzeitig mit dem Wasserwerk wurde an der höher gelegenen Schirnerstraße ein Wasserturm errichtet, der den nötigen Druck für die Wasserleitungen aufbrachte, die von dieser Nordseite des Falkenberg ins nordöstliche Adlershof und südöstliche Grünau führten.

### Wasserturm

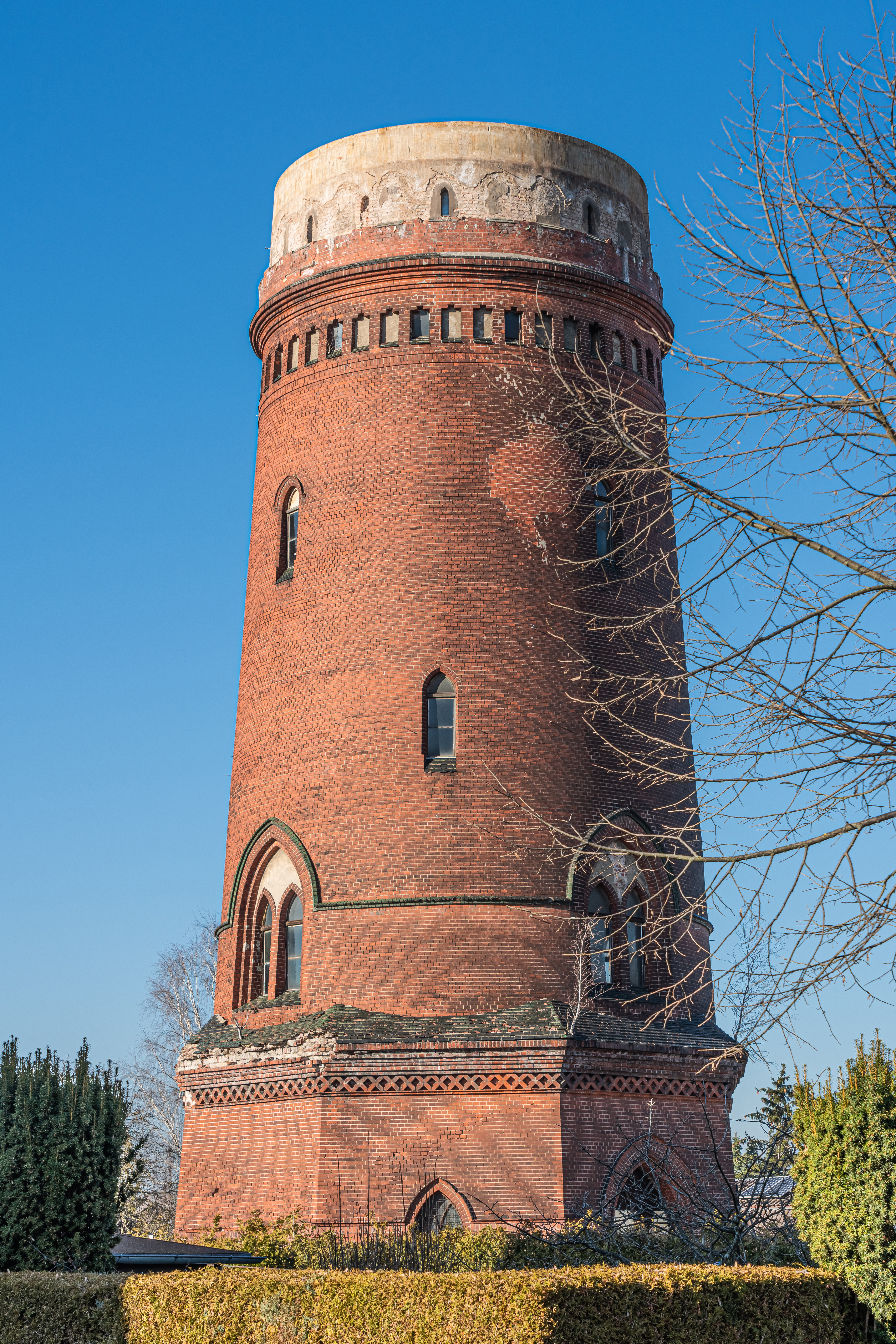
Der Wasserturm beim Umbau mit entferntem Turmkopf, 2021

Der Wasserturm in der Schirnerstraße 19 entstand als 38,55 Meter hoher Turm in gotisierenden Formen mit rotem Ziegelmauerwerk und enthält im oberen Teil einen 600 m³ großen Wasserbehälter der Bauart Intze. Im Innern ist er erschlossen durch das Sockelgeschoss, vier durch Holzfußböden eingezogene Zwischenebenen und ein steinernes Obergeschoss, mit einer Treppe verbunden, über dem der Wasserkessel angeordnet ist. Im Inneren des Wasserkessels befindet sich eine Röhre mit einer zum derzeit nicht existenten Dachgeschoss führenden Wendeltreppe.
Während Grünau und Adlershof, direkte Anlieger der Görlitzer Bahn, schon recht weit entwickelt waren, brachte der Bau des Teltowkanals 1910 einen rasanten Bevölkerungszuwachs für Altglienicke. Zunehmend wurden weitere Siedlungsgebiete am Falkenberg ausgewiesen. Stand der Wasserturm bei Errichtung noch auf freiem Feld, so war er bis zur Eingemeindung des Ortes nach Groß-Berlin 1920 schon vollständig umstanden. Fuhr die 1909 errichtete Straßenbahn noch bis nach Altglienicke Kirche, wurde sie 1920 bis zum Wasserturm am Falkenberg verlängert. So entwickelte sich der Wasserturm insgesamt zum markanten Wahrzeichen des Ortsteils Altglienicke von Berlin.
Ab 1912 wurde das Sockelgeschoss des Baudenkmals regelmäßig für Gottesdienste der evangelischen Gemeinde genutzt, da die Ortslage Falkenberg zunehmend an Bevölkerung anwuchs und die Pfarrkirche Altglienicke einen weiten Fußmarsch bedeutete. Dieses geschah, bis 1937 in unmittelbarer Nähe in der Rosestraße das Ernst-Moritz-Arndt-Gemeindeheim fertiggestellt wurde. In den 1940er Jahren wurde der Wasserturm in seiner eigentlichen Funktion zunehmend außer Betrieb gesetzt, diente aber weiter für Zwecke der Vorhaltung und für Lagerzwecke den städtischen Wasserbetrieben.
Mit Ende des Zweiten Weltkriegs wurde der Wasserturm noch einmal von 1945 bis 1951 für evangelische Gottesdienste genutzt, da das Gemeindeheim bis zu seiner Wiedereinweihung nach dem Krieg nicht nutzbar war. 1956 nahm man den Kessel im Turm endgültig außer Betrieb.
Im Jahr 1993 übernahm der damalige Bezirk Treptow den Wasserturm von den Berliner Wasserbetrieben in sein Fachvermögen, ursprünglich mit der Zielsetzung, ihn als soziokulturelles Zentrum für die Ortslage Falkenberg zu nutzen. Aufgrund des ermittelten hohen Sanierungsbedarfs wurden diese Pläne vom Bezirk verworfen und ein privater Investor für das Areal gesucht. Mitte 1999 wurde der Wasserturm an einen Bauunternehmer verkauft, der als Vorstellung dort eine Nutzung als Wohnung, Büroräume sowie unten im Sockelgeschoss einen öffentlichen Raum als Galerie und Café favorisierte. In einem ersten Schritt wurde eine Bestands- und Schadensanalyse durchgeführt, in dessen Folge Sicherungsmaßnahmen unter anderem an den Holzteilen erfolgten. Im September 2002 konnte der Wasserturm erstmals im Rahmen des Tages des Offenen Denkmals von der Öffentlichkeit besichtigt werden.
Mit der Zielsetzung seiner baulichen Weiterentwicklung wurde 2003 ein vorhabenbezogenes Bebauungsplanverfahren eingeleitet. Im Rahmen dessen waren auch bauliche Vorschriften zu erfüllen, wie ein zweiter, brandschutztechnisch geschützter Fluchtweg, der über einen separaten Treppenturm mit Aufzug entstehen sollte. Darüber hinaus plante der Eigentümer für eine bessere Nutzung des Turmkopfes einen modernisierten Neuaufbau mit größeren Panoramafenstern. Gegen die geplanten Veränderungen formierte sich aus Anwohnern heraus die Bürgerinitiative Interessengemeinschaft Wasserturm. Der Eigentümer des Wasserturms stellte daraufhin weitere Aktivitäten zum Umbau des Wasserturms nach dessen Vorstellungen ein, das Bebauungsplanverfahren wurde nicht weiter verfolgt.
Im Einvernehmen mit der Unteren Denkmalschutzbehörde erfolgte 2005 am Turmkopf der Abriss des gesamten Mauerwerks, der den Wasserkessel umgibt, nachdem dieser Teil als einsturzgefährdet galt. Seitdem wird der obere Teil des Wasserturms durch eine weiße Kunststoffplane verhüllt. Weitere Vorhaben des Eigentümers mit dem Bauwerk sind nicht bekannt. Der Turm wurde vom Eigentümer dem Wasserwerk Altglienicke e. V. von 2006 bis 2008 zur übergangsweisen Nutzung überlassen.

### Wasserwerk

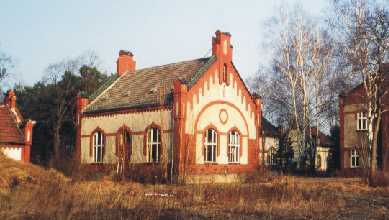
Das Maschinenhaus des Wasserwerks Altglienicke, 2003

Die Gebäude des Wasserwerks liegen an der Straße Am Pumpwerk nahe der Straße Am Falkenberg. Sie bilden ein einheitliches um einen rechteckigen Hof angeordnetes Architekturbild, das aus dem Maschinenhaus als größtem Zentralem Gebäude, dem kleineren Rieseler-Gebäude, einem großen und einem kleinen Wohnhaus sowie dem unterirdischen Wasserspeicher mit seinen Eingangshäuschen besteht. Die Fassaden wurden im Stil der märkischen Backsteingotik gestaltet. Die Fronten sind durch einen kontrastreiche Farb- und Materialwechsel von weißen Putzspiegeln und roten Ziegelgliederungen geprägt, sodass sich die Gebäude malerisch ins Grün der umgebenden Landschaft einfügen.
Das Wasserwerk wurde bis 1990 für die Wasserversorgung genutzt, wobei ab 1956 ein Pumpsystem anstelle des Wasserturms für den benötigten Wasserdruck sorgte. Die Wohngebäude wurden noch bis Anfang der 90er Jahre genutzt und sogar mit erheblichem finanziellem Aufwand denkmalgerecht saniert. Dächer wurden erneuert, Fenster ersetzt, Fassaden saniert und die Elektrik modernisiert. Danach wurde jedoch aus Wasserschutzgründen die Wohnnutzung untersagt, die Gebäude verschlossen und das gesamte Gelände am Pumpwerk für die Öffentlichkeit gesperrt und verlassen. Im Jahr 1999 entfernten die Berliner Wasserbetriebe die Brunnen, so dass eine Wiederinbetriebnahme der technischen Einrichtungen in der bestehenden Form ausgeschlossen war. Bis 2009 bestand das Wasserschutzgebiet um das Wasserwerk in Form eines Vorhaltebereiches mit allen wasserschutzrechtlichen Auflagen weiter.
Seit 2004 ist das Gelände des Wasserwerks außerhalb der Gebäudeflächen Teil des Naturschutzgebietes Grünauer Kreuz.

## Sanierung und Nutzung
Für das markante Bauwerk des Wasserturms und dessen ausgeräumte Nebengebäude in der Schirnerstraße gab es mehrere Interessenten zur Nachnutzung. Einige davon waren auch bereit, Auflagen des Denkmalschutzes zu erfüllen, der seit 1996 bestand. Der Wasserturm wurde letztlich an einen privaten Investor verkauft. In Bezug auf das Gelände des Wasserwerks am Pumpwerk stellte sich jedoch heraus, dass im Zuge der Änderungen der Brunnenverordnung Berlins 1999 das Gelände als Wasserschutzzone Klasse I eingeordnet worden war –- und prinzipiell das Betreten von Teilen des Geländes einschließlich ehemaliger Wohngebäude verboten ist.

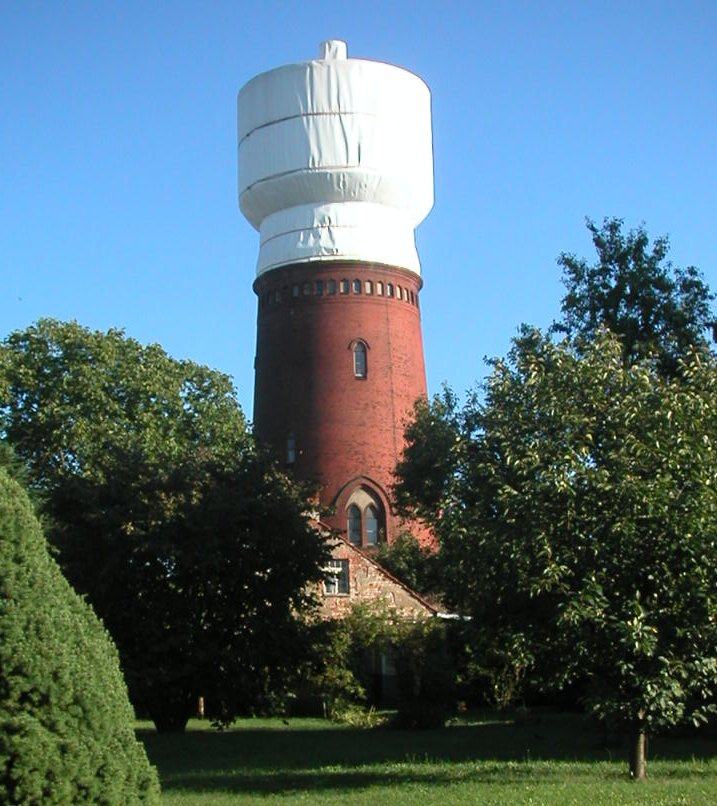
Wasserturm mit Sicherungsplane, 2006
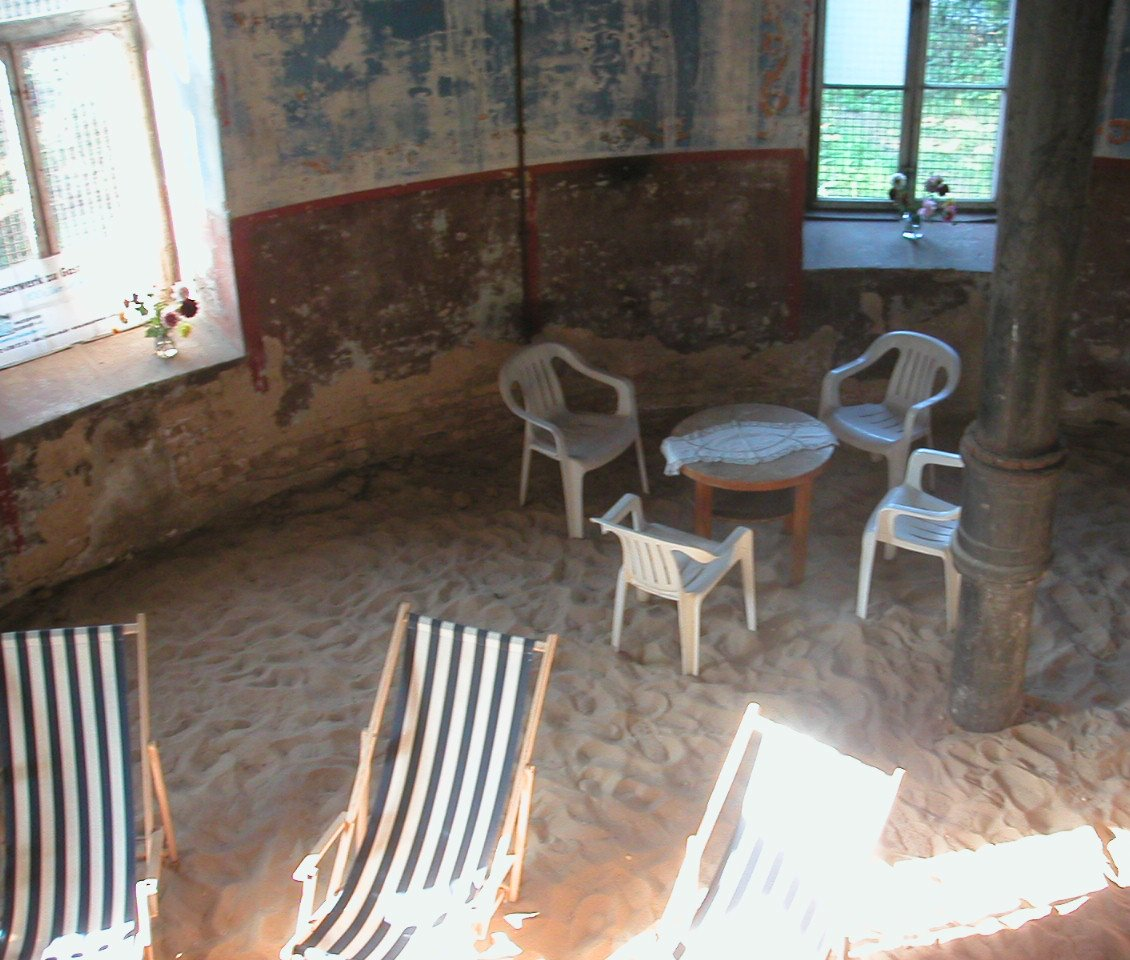
Innenansicht Wasserturm unten, 2006
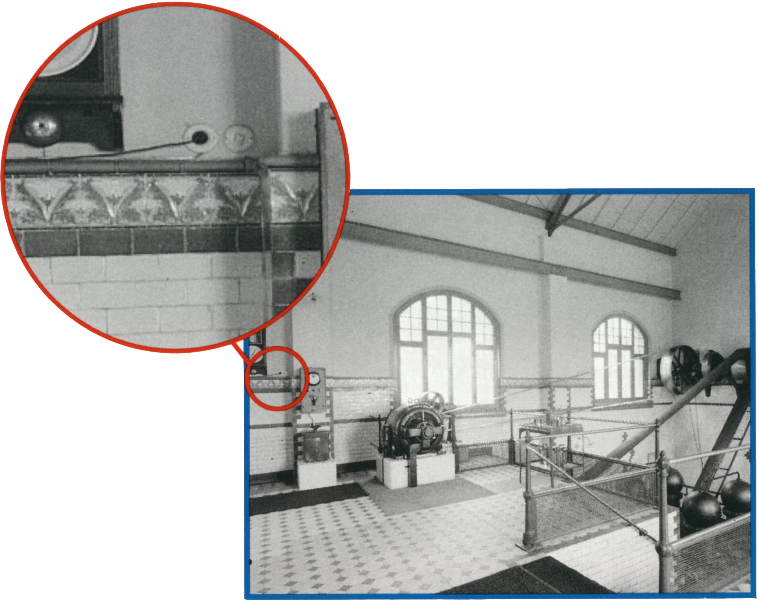
Die Innenansicht des Maschinenhauses mit Fliesen, 2003
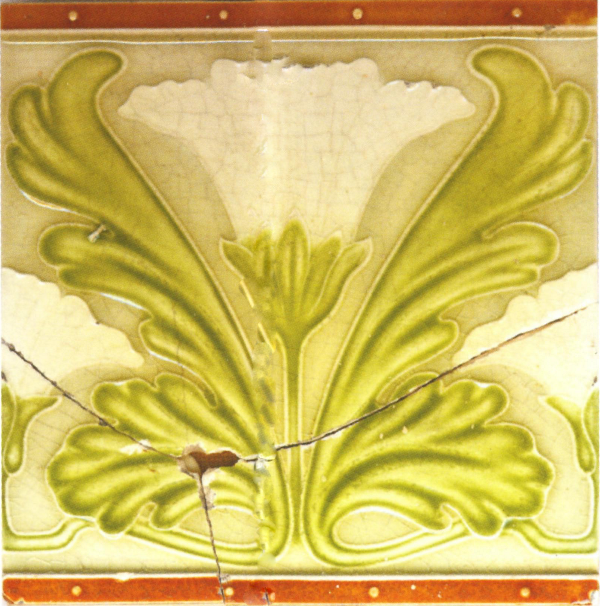
Die letzte Fliese im Maschinenhaus, 2003

In den nachfolgenden Jahren wuchs sich die unklare Lage zu einer Stadtposse aus, mit immer wieder neuen Meldungen, einschließlich unangemeldeten Sicherungsmaßnahmen am Gebäude, zwischenzeitlicher Plünderung und Vandalismus. So entdeckten im Frühjahr 2003 Altglienicker Bürger, dass die Türen des Wasserwerks und der Wohngebäude aufgeschlossen und mehrere Fenster entfernt worden waren. Zu diesem Zeitpunkt waren die Gebäude nach der Sanierung Anfang der 1990er Jahre in sehr gutem Zustand. Trotz sofortiger Information der Wasserbetriebe und Bitte der Bürger, die Gebäude wieder zu sichern, geschah das erst mehrere Wochen später. In der Zwischenzeit wurden die Gebäude komplett geplündert und vieles zerstört. Besonders schmerzlich ist der Verlust von rund 40 Metern einer Fliesenbordüre im Jugendstil aus dem Maschinenhaus, auf der eine weiße Lilie, die Blume der Reinheit, abgebildet war. Ein allerletztes aus Bruchstücken zusammengesetztes Muster hat der inzwischen gegründete Verein Wasserwerk Altglienicke e. V. gerettet.
Der Verein Wasserwerk Altglienicke e. V. wurde am 17. März 2004 gegründet mit dem Ziel, das Wasserwerk vor dem Verfall und Abriss zu retten. Dazu führte der Verein zahlreiche Gespräche mit den Wasserbetrieben, der Politik und der Denkmalbehörde und informierte immer wieder die Öffentlichkeit. So organisierte er u. a. über mehrere Jahre im Altglienicker Wasserturm eine Ausstellung zur Geschichte und möglichen zukünftigen Nutzung des Wasserwerkes. Die Wasserbetriebe hatten noch 1999 einen Abrissantrag gestellt, dem vom Bezirk formal zugestimmt wurde, der jedoch in der Denkmalbehörde gestoppt wurde.
Auf Antrag der CDU-Fraktion vom Mai 2008 beschloss der Senat die Aufhebung der Wasserschutzzone für das ehemalige Wasserwerk Altglienicke am Pumpgraben. Obwohl die neuen Regelungen formal erst seit 2014 gelten, wurde per Verfügung der Eigentümer schon ab März 2009 in den Stand versetzt, über das Gelände verfügen zu können. In der Folge drängte der Verein nochmals verstärkt, die Gebäude zu erhalten, zu sanieren und für eine sinnvolle Nutzung unter Einbeziehung der Altglienicker Bürger zur Verfügung zu stellen.